# Carpodectes antoniae
Carpodectes antoniae là một loài chim trong họ Cotingidae.
Loài này được tìm thấy ở gần bờ biển ở Costa Rica và một phần cực tây của Panama. Môi trường sống tự nhiên của chúng là rừng nhiệt đới hoặc cận nhiệt đới ẩm vùng đất thấp, rừng ngập mặn nhiệt đới hoặc cận nhiệt đới, vùng cây bụi và ẩm nhiệt đới hoặc cận nhiệt đới. Chúng bị đe dọa do mất môi trường sống.

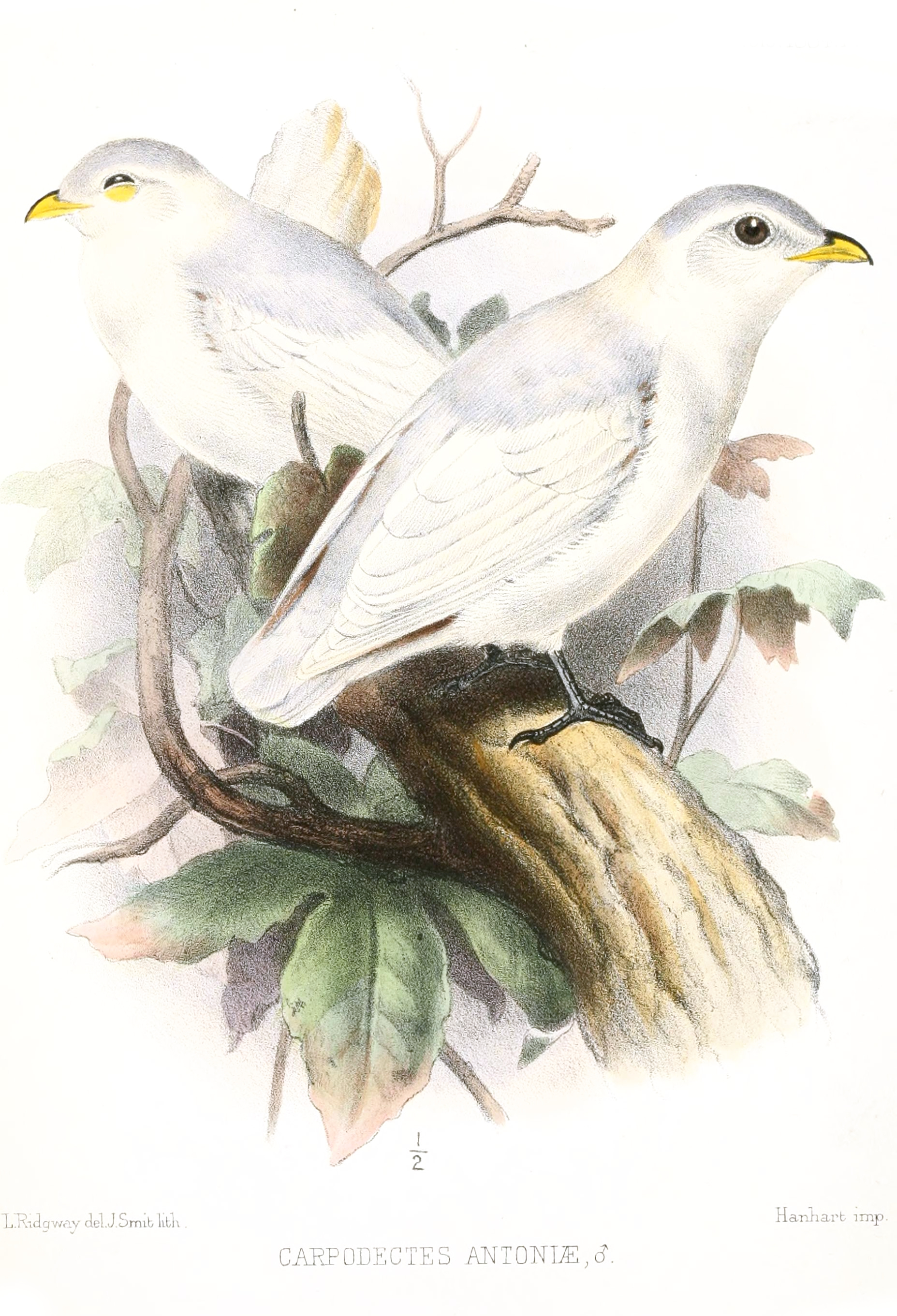